# 1971년 대한민국의 영화 목록
다음은 1971년에 개봉됐던 대한민국의 영화 목록이다.

## 목록
- 《30년만의 대결》
- 《72K 다이야를 찾아라》
- 《가슴이 터지도록》
- 《간다고 잊을소냐》
- 《갑순이》
- 《고백》
- 《과객》
- 《그날 밤 생긴 일》
- 《그대 가슴에 다시 한번》
- 《기러기 남매》
- 《나를 더 이상 괴롭히지 마라》
- 《나를 버리시나이까》
- 《나에게 조건은 없다》
- 《내 아내여》
- 《내 아들아》
- 《내실 사모님》
- 《내일의 팔도강산》
- 《누나의 한》
- 《늦기전에》
- 《다섯개의 단검》
- 《당신과 나 사이에》
- 《대감신랑》
- 《대표객》
- 《대합실의 여인》
- 《댁의 아빠도 이렇습니까》
- 《독룡》
- 《돈에 눌려 죽은 사나이》
- 《두 남자》
- 《두 딸》
- 《두 딸의 어머니》
- 《두 줄기 눈물 속에》
- 《들개》
- 《떡국》
- 《말썽난 총각》
- 《명동사나이 따로 있더냐》
- 《명동에 흐르는 세월》
- 《못잊을 당신》
- 《무정의 네온가》
- 《미스 리》
- 《미워도 다시 한번》
- 《미워도 정 때문에》
- 《분례기》
- 《빗 속에 떠날 사람》
- 《사나이 가슴에 비가 내린다》
- 《사나이 현주소》
- 《사랑을 빌립시다》
- 《사랑할 때와 죽을 때》
- 《설로혈로》
- 《성웅 이순신》
- 《소녀의 첫사랑》
- 《속 두아들》
- 《속 형》
- 《쇠사슬을 끊어라》
- 《신도》
- 《신용검객》
- 《쌍둥이 꼬마신랑》
- 《아마도 빗물이겠지》
- 《안개 부인》
- 《암흑가의 공포》
- 《애》
- 《어느 사랑의 이야기》
- 《어느 여도박사》
- 《어느부부》
- 《여 창》
- 《여랑》
- 《여인숙》
- 《연애교실》
- 《연애도적》
- 《열두여인》
- 《예산시악시》
- 《오빠》
- 《옥중도》
- 《옥합을 깨뜨릴 때》
- 《외로운 산까치》
- 《요검》
- 《용검풍》
- 《용호투금강》
- 《우리강산 차차차》
- 《원한의 거리에 눈이 내린다》
- 《월남에서 돌아온 김상사》
- 《위자료》
- 《유쾌한 딸 7형제》
- 《음양도》
- 《의형》
- 《이복 삼형제》
- 《인간 사표를 써라》
- 《인생유학생》
- 《잃어버린 계절》
- 《잠들면 떠나주오》
- 《장군의 딸들》
- 《족보》
- 《죄 많은 여인》
- 《죽도록 사랑했노라》
- 《지금은 남이지만》
- 《짚세기 신고왔네》
- 《처 복》
- 《천마산의 결투》
- 《철낭자》
- 《철수무정》
- 《첫정》
- 《청산에 우는 새야》
- 《최고로 멋진 남자》
- 《춘색한녀》
- 《춘향전》
- 《친정아버지》
- 《케이라스의 황금》
- 《포상금》
- 《풋사랑》
- 《한 많은 두 여인》
- 《한국 제일의 사나이》
- 《항구의 왼손잡이》
- 《행복한 이별》
- 《현상붙은 4인의 악녀》
- 《홍콩서 온 철인 박》
- 《활극대사》
- 《황금독수리》
- 《흐느끼는 두 여인》
- 《흑야비룡도》

## 참고 자료
- KOFIC 영화데이터베이스